# 이자벨 코셰트
이자벨 코이제트(카탈루냐어: Isabel Coixet, 1960년 4월 9일~)는 스페인의 영화 감독이다. 단편·장편 영화, 다큐멘터리 영화, 광고, 뮤직비디오 등 다양한 방면에서 활동하는 감독 중 한 명이다. 스페인을 넘어, 다른 유럽 영화권과 영미권에서도 활동한다. 고야상 감독상 2회(2005, 2017) 수상자이며 《시크릿 라이프 오브 워즈》으로는 작품상을 받기도 했다.

## 작품 목록

### 영화
- Demasiado viejo para morir joven(1989)
- 씽스 아이 네버 톨드 유(1996)
- A los que aman(1998)
- 나 없는 내 인생(2003)
- 시크릿 라이프 오브 워즈(2005)
- 사랑해, 파리(2006; "바스티유")
- 엘레지(2008)
- 센티미엔토: 사랑의 감각(2009)
- 예스터데이 네버 엔즈(2013)
- 어나더 미(2013)
- 인생면허시험(2014)
- 엔들리스 나이트 (2015)
- 더 북샵(2017)